# La Parenthèse enchantée
Pour les articles homonymes, voir La Parenthèse (homonymie).
Pour plus de détails, voir Fiche technique et Distribution.
La Parenthèse enchantée est un film français réalisé par Michel Spinosa, sorti en 2000.

## Synopsis
Été 1969 sur la Côte d'Azur. Deux amis d'enfance rencontrent deux copines ; Vincent, bien entreprenant, essaie de courtiser Ève, très réservée, quand Paul, plutôt timide, se fait draguer par la belle et hardie Alice. Quelques années plus tard, Paul épouse Ève, tandis que Vincent se marie avec la sage Marie. Il ne peut oublier cependant la nuit passée autrefois avec la délurée Alice. Les années passent et ces jeunes adultes vivent plus ou moins bien la vague de libération des mœurs des années 1970 : les croisades du Mouvement de libération de la femme, la pilule et la liberté sexuelle, la légalisation de l'avortement.

## Fiche technique
- Titre : La Parenthèse enchantée
- Réalisation : Michel Spinosa
- Scénario : Michel Spinosa
- Photographie : Antoine Roch
- Montage : Valérie Deseine
- Décors : Sylvie Olivé
- Costumes : Pierre-Jean Larroque
- Producteur : Georges Benayoun
- Sociétés de production : Dacia films
- Pays d'origine :  France
- Format : couleur — 35 mm — 1,66:1 — Son : Mono
- Genre : comédie
- Durée : 88 minutes
- Date de sortie : 2000

## Distribution
- Clotilde Courau : Alice
- Vincent Elbaz : Vincent
- Géraldine Pailhas : Marie
- Karin Viard : Eve
- Roschdy Zem : Paul
- Éric Caravaca : Albert
- Brigitte Catillon : thérapeute sexuel
- Michel Spinosa : thérapeute sexuel
- Marie Vialle : Juliette
- Danièle Arditi : Sophie, la baby-sitter
- Aude Briant, Céline Carrère, Stéphanie Rongeot et Pétronille de Saint-Rapt : les copines féministes
- Pierre Diot : Roland, le leader gauchiste
- Marie Pillet : l'avorteuse
- Daniel Berlioux : le tribun anti-avortement
- Geoffrey Bateman : le médecin anglais
- Delphine McCarty et Isabelle Le Nouvel : les filles nues

## Thèmes
Le titre du film La Parenthèse enchantée est le nom donné à une très courte période dans l'histoire de l'humanité, située entre l'apparition de la pilule contraceptive et de celle du virus du SIDA, période marquée par la révolution sexuelle évoquée dans le film.